# Cyprinodon tularosa
Cyprinodon tularosa là một loài cá thuộc họ Cyprinodontidae. Nó là loài đặc hữu của the lưu vực Tularosa ở miền nam New Mexico, ở Tây Hoa Kỳ.